# Langue panromane
 (juillet 2025).
Si vous disposez d'ouvrages ou d'articles de référence ou si vous connaissez des sites web de qualité traitant du thème abordé ici, merci de compléter l'article en donnant les références utiles à sa vérifiabilité et en les liant à la section « Notes et références ».
 (janvier 2022).
La mise en forme du texte ne suit pas les recommandations de Wikipédia : il faut le « wikifier ».
Les points d'amélioration suivants sont les cas les plus fréquents. Le détail des points à revoir est peut-être précisé sur la page de discussion.
- Les titres sont pré-formatés par le logiciel. Ils ne sont ni en capitales, ni en gras.
- Le texte ne doit pas être écrit en capitales (les noms de famille non plus), ni en gras, ni en italique, ni en « petit »…
- Le gras n'est utilisé que pour surligner le titre de l'article dans l'introduction, une seule fois.
- L'italique est rarement utilisé : mots en langue étrangère, titres d'œuvres, noms de bateaux, etc.
- Les citations ne sont pas en italique mais en corps de texte normal. Elles sont entourées par des guillemets français : « et ».
- Les listes à puces sont à éviter, des paragraphes rédigés étant largement préférés. Les tableaux sont à réserver à la présentation de données structurées (résultats, etc.).
- Les appels de note de bas de page (petits chiffres en exposant, introduits par l'outil «  Source ») sont à placer entre la fin de phrase et le point final[comme ça].
- Les liens internes (vers d'autres articles de Wikipédia) sont à choisir avec parcimonie. Créez des liens vers des articles approfondissant le sujet. Les termes génériques sans rapport avec le sujet sont à éviter, ainsi que les répétitions de liens vers un même terme.
- Les liens externes sont à placer uniquement dans une section « Liens externes », à la fin de l'article. Ces liens sont à choisir avec parcimonie suivant les règles définies. Si un lien sert de source à l'article, son insertion dans le texte est à faire par les notes de bas de page.
- La présentation des références doit suivre les conventions bibliographiques. Il est recommandé d'utiliser les modèles {{Ouvrage}}, {{Chapitre}}, {{Article}}, {{Lien web}} et/ou {{Bibliographie}}. Le mode d'édition visuel peut mettre en forme automatiquement les références.
- Insérer une infobox (cadre d'informations à droite) n'est pas obligatoire pour parachever la mise en page.

Pour une aide détaillée, merci de consulter Aide:Wikification.
Si vous pensez que ces points ont été résolus, vous pouvez retirer ce bandeau et améliorer la mise en forme d'un autre article.

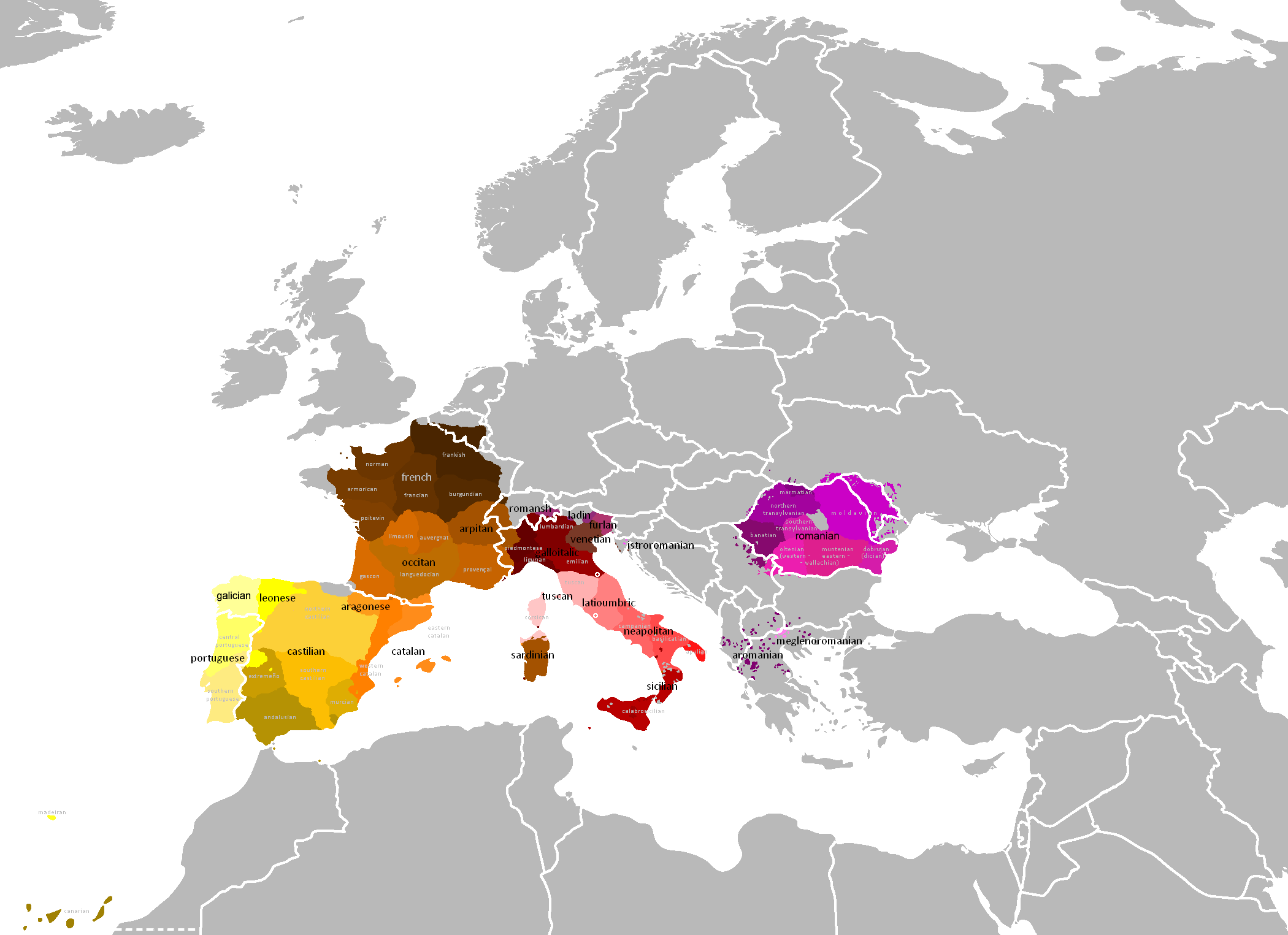
Langues panromanes en Europe

Une langue panromane ou interlangue romane, est une variété linguistique codifiée qui synthétise la variation des langues romanes et qui vise à être représentative de celles-ci dans leur ensemble. Elles peuvent être considérées comme une proposition de langue standard pour toute la famille linguistique, mais sont généralement considérées des langues construites zonales, étant généralement le résultat d'une codification intense - c'est-à-dire plus de (re-)construction, de planification, de conception, de manipulation que ce que les langues standard "naturelles" exigent habituellement.
Les langues zonales sont, selon l'interlinguiste Detlev Blanke, des langues construites qui « résultent du choix ou du mélange d'éléments linguistiques dans un certain groupe linguistique » (c'est-à-dire des éléments d'une même famille linguistique, par exemple slave ou germanique).
Plusieurs langues panromanes ont été développées par différents individus ou groupes à différentes époques (depuis le XIXe siècle) et endroits (Brésil, Canada, Danemark, Italie, Norvège, Portugal, Espagne, Suisse, etc.). Celles-ci ont tant de similitudes qu'elles ont parfois été considérées comme des variantes d'une même langue : des « dialectes », c'est ainsi que Campos Lima, l'un des développeurs, fait référence à plusieurs projets de son époque,. Cet auteur montre aussi que les développeurs de projets linguistiques panromans se connaissent souvent personnellement, sont en contact et parfois collaborent entre eux, ce qui est un autre signe d'unité.
Les langues panromanes (ou panlatines) sont ainsi parallèles aux langues panslaves, et aux langues pangermaniques.

## Usage et Bénéfices
Une langue panromane est généralement destinée à la communication entre (ou avec) des locuteurs de langues romanes, c'est-à-dire en tant que langue auxiliaire internationale régionale, pour le monde latin. Son vocabulaire et sa grammaire sont codifiés pour être le plus communicatif possible pour les locuteurs de roman. Les mots, par exemple, sont choisis de préférence s'ils ont des apparentés parmi de nombreuses langues romanes, surtout si le sens est le même ou similaire. De ce fait, et grâce à l'intercompréhension, elle est potentiellement compréhensible par un public de jusqu'à 800 millions de locuteurs de langues romanes. De plus, il peut complémenter l'intercompréhension dans des situations où cette stratégie de communication n'est pas aussi efficace (par exemple, entre francophones et roumains).
Une langue inter-romane peut être destinée, dans certains projets -surtout plus anciens-, à devenir une langue auxiliaire internationale globale, en remplacement de l'anglais, ce qui est également le but de l'espéranto et de l'interlingua (IALA). Dans ce cas, la raison de sa base latine/romane est que le vocabulaire international (c'est-à-dire les mots qui sont communs aux langues les plus influentes au niveau international, dont beaucoup sont européennes) est principalement d'origine latine et, de l'avis des développeurs de ces langues panromanes, la grammaire la plus naturelle et la plus cohérente à utiliser avec le vocabulaire international est celle des langues romanes, qui ont évolué à partir du latin et sont, de plus, parlées par des millions de personnes sur différents continents.
Une langue panromanique peut même être conçue, dans certains projets, comme un langage artistique (comme moyen d'expression artistique dans la poésie, la musique, etc., dans le cadre d'un monde fantastique dans les romans, les films, etc. ou simplement pour le plaisir de le créer).
Par ailleurs, les développeurs de langues panromanes suggèrent d'autres usages et bénéfices: le langage peut bénéficier des apports de différentes variétés du roman, qui l'améliorent et l'enrichissent (avec des régularisations, des moyens expressifs, etc.) ; il peut être un refuge pour les locuteurs de langues romanes en voie de disparition, comme l'occitan ou le sarde ; il pourrait être efficace en tant qu'étape intermédiaire dans la traduction automatique entre les langues romanes ; il peut être utilisé comme un pont vers les langues romanes (présentes et anciennes) et le latin ; et cela peut être pratique pour les locuteurs étrangers comme introduction au Roman.

## Contexte
Les descendantes du latin, les langues romanes, ont développé des différences importantes mais partagent tellement de traits qu'elles ont été considérées comme une unité (un "type") par le linguiste roman Michael Metzeltin. Il explique la cohésion de la famille par son héritage commun du latin vulgaire, l'usage et l'influence du latin standard jusqu'à une époque récente et les échanges constants entre les peuples néolatins.
La famille linguistique dans son ensemble peut être qualifiée de « romane » et elle fonctionne toujours comme une seule langue ou macrolangue dans certaines situations actuelles, où l'intercompréhension ou l'accommodation (assimilation partielle) ont lieu. Par exemple, certaines annonces (ou des parties d'entre elles) sont publiées dans des langues romanes étrangères, et des variétés mixtes comme le Portuñol ou le Fragnol surgissent spontanément pour communiquer avec des locuteurs d'autres langues romanes, par exemple lors d'une visite dans leur pays. Tout cela montre que la communication orale et écrite entre les locuteurs du roman est toujours une réalité et que, dans une certaine mesure, ils forment une communauté linguistique.
Une des manifestations de la relation étroite entre les différents locuteurs et peuples romans sont les flux migratoires entre les pays latins : les Roumains, par exemple, émigrent de préférence vers l'Italie et l'Espagne. D'autre part, les pays néolatins ont créé en 1954 l'Union Latine, une organisation internationale de nations qui utilisent les langues romanes, qui a fonctionné jusqu'en 2012.
Malgré ces liens étroits, depuis que le français a été remplacé comme langue auxiliaire internationale par l'anglais, qui est une langue germanique, le monde latin manque pour la première fois dans l'histoire d'un modèle de langue commune propre.

### L'idée d'une langue panromane dès le Moyen-Âge
Le latin standard, qui a précédé le français en tant que langue auxiliaire internationale, subit une modernisation lexicale jusqu'à nos jours, mais il est basé sur le latin classique, l'étape linguistique de la fin de la République Romaine au milieu de l'Empire Romain (75 av. J.-C. au IIIe siècle apr. J.-C.). L'idée de le remplacer par une langue romane standard commune remonte à Dante Alighieri (vers 1265-1321), qui dans son essai De vulgari eloquentia traite du problème de l'identification d'une langue vernaculaire (c'est-à-dire différente du latin) qui pourrait convenir à des fins littéraires. Il commence par dresser une carte des langues qu'il connaît, divisant le territoire européen en trois parties : une à l'est, avec le grec ; un au nord, avec le germanique (qui, selon lui, comprenait le hongrois et le slave) ; un au sud, avec le roman. Il choisit le roman, étant sa langue natale, puis poursuit sa recherche en distinguant dans le roman trois langues plus petites, qu'il identifie par leur mot pour « oui » : la langue d'oc, la langue d'oïl et la langue de sì. Il choisit la dernière variété, disant qu'elle ressemble le plus au latin, la langue littéraire du moment, et qu'elle compte plus de poètes. Il évalue ensuite les nombreuses variétés italiennes dans lesquelles il subdivise la langue sì, mais ne considère aucune variété appropriée. Dante arrive à la conclusion que l'illustre vernaculaire (volgare illustre) qu'il cherche doit encore être développé, en combinant des éléments des diverses variétés italiennes.
Après Dante, de nombreuses autres personnes ont conçu indépendamment l'idée d'un langage standard roman commun ou même d'une langue pan-romane, et pas seulement les développeurs des projets présentés ici. Par exemple, la spécialiste de langues romanes Rebecca Posner (Université d'Oxford) a déclaré qu'« il n'est pas impossible de concevoir une interlangue romane » et l'interlinguiste Detlev Blanke (Université Humboldt de Berlin) a parlé d'un « Hochromanisch » (en référence à Hochdeutsch, la variété standard de l'allemand).

## Les langues panromanes auxXIXeetXXesiècles

### Lingua Romana (1889)
Lingua Romana est un langage artistique que le poète allemand Stefan George (1868-1933) a utilisé dans une partie de son œuvre lyrique. Il a commencé à utiliser la Lingua Romana, une langue romane mixte, à un jeune âge, en 1889. C'est sa propre création artistique, la plus proche de l'espagnol mais avec des éléments d'italien et de latin (vulgaire). Les combinaisons sont motivées par leur effet sonore dans les poèmes, selon Radaelli. George lui-même explique Lingua Romana avec ces mots (en espagnol) : « La idea que desde mi juventud me atormenta [...][es] concebir yo mismo una lengua literaria para mis propios fines a partir de material claro, románico, de similar sonoridad así como fácilmente comprensible. » Certains de ses poèmes en Lingua Romana sont La Rosa Galba et Paz, qu'il a ensuite traduits en allemand.
Lingua Romana a ensuite été codifiée et proposée pour la communication pan-latine en 1991 (voir Romano, plus bas).

#### Exemple de texte en Lingua Romana
Se ha facto la sera tranquila,
Jo son en mea cámera inturbato,
Ahora haberia tempo pro curarme de toto.
Ma sto magnetizato
Dirigendo los oclos verso la lampa
Reflectata indistinctamente
En el obscuro speculo de la nocte.
No volo plus pensar, no poto.
Voleria sólamente clinar los genos,
Nil pensar, apauco precar.

### Neolatino (Ørberg, 1941)
Le Neolatino est une langue auxiliaire zonale romane destinée à être utilisée comme langue auxiliaire internationale globale. Elle a été développée par le latiniste danois Hans Henning Ørberg (1920-2010), connu pour sa méthode d'apprentissage du latin, Lingua Latina per se Illustrata, publiée pour la première fois en 1955. Toutes les informations disponibles sur ce Neolatino sont mises à disposition par le développeur d'une autre Langue panromane, Campos Lima, qui le mentionne et publie une lettre que lui avait envoyée Ørberg en 1941. Dans cette lettre, Ørberg explique qu'il a commencé à travailler sur une nouvelle langue internationale, qu'il appelle Neolatino, basée uniquement sur les langues romanes et sans éléments artificiels. Selon Campos Lima, il y avait un accord nominal en genre et en nombre et une inflexion personnelle verbale, avec plus d'irrégularités que la propre langue panromane de Campos Lima « internacional » (voir ci-dessous) ; mais Ørberg n'a pas publié son projet et en 1947 l'avait abandonné en faveur d'un langage plus simplifié et régularisé.

### Neolatino (Schild, 1947)
Le Neolatino de Schild,, est une langue auxiliaire zonale romane proposée pour être utilisée comme langue auxiliaire internationale globale. Il a été développé par le linguiste suisse francophone André Schild (1910-1981), qui l'a présenté dans Petite Grammaire Neolatine, publiée en janvier 1947. Ce premier ouvrage comprend grammaire, vocabulaire et exemples de textes. Peu de temps après, un groupe international de supporters fut fondé, qui publia en Neolatino un bulletin avec des textes de plusieurs auteurs (Buletino del Grupo Internacionale Neolatinista de Correspondentes) de mai 1947 jusqu'au moins février 1949 (18 numéros). Plus tard en 1947, Schild a publié un dictionnaire étendu dans Vocabulario Neolatino : Francese-Italiano-Hispano. En 1948, un groupe a amélioré et développé la langue : Comitato Linguístico Neolatino, avec Schild comme président. Le conte Will o' the mill:The plain and the stars de R. L. Stevenson  a été traduit en Neolatino par H. Littlewood comme Gulielmo del molino : La planura e las stelas.

#### Exemple de texte en Neolatino (Schild)
Lo NEOLATINO (NL) ha sito creato dal Suisso francese André Schild, pos vinte annos de studios interlinguísticos, secondo lo principio de la naturalitate integrale combinata con lo máximum de regularitate. Ilo usa ex lo latino solo to qui es ancora vivente e possede la gramática comune a los idiomas neolatinos. Sua base románica le confere l'uniformitate e l'unitate que besonia. In ultra, include un vocabulario internacionale comprensíbile ad omni Europeo ed a chascún non-Europeo de media cultural europea. Seligendo solamente la materia vivente, se pote, mediante alcunas excepciones in la conjugacione, obtener un sistema perfectamente naturale. Lo NL, aplicando exclusivamente régulas naturales, es superiore a los altros sitemas [Esperanto, Ido, Latino-sine, Occidental, etc.] cujos máximos defectos son contenitos in los principios. Existerán sempre alcunas formas dutosas, ma estas non poten poner lo sistema in perículo si non apartienen a suo fundamento.

### Internacional (1948)
L'Internacional (ou lingua internacional),, est une langue auxiliaire zonale romane proposée pour être utilisée comme langue auxiliaire internationale globale. Elle a été développée par l'avocat portugais João Evangelista Campos Lima (1887-1956), qui l'a présentée dans Gramática internacional, publié en 1948.

#### Exemple de texte en Internacional
La prima qualitate que debe haber lo internacional è, evidentemente, la internacionalitate. Dunque, deben esser seleccionatos de preferéncia vocábulos autónomos internacionales o aqueles que donan, con perfecta regularitate, vários derivatos internacionales.
Ma, perque quási totos los vocábulos internacionales son latinos, una altra qualitate è inherente a la major parte de los étimos a seleccionar: la latinitate. Lo internacional è, dunque, constituito, in sua major parte, per vocábulos latinos o de orígine latina.
Sine dúbita que una língua, mesmo seleccionata, non pot esser formata solo per vocábulos latinos e internacionales. Ha que se recurrer anque a altros vocábulos, que poten non esser latinos ni internacionales ma que son necessários pro facer la ligacion con los altros vocábulos in las frases. La condicion principal que se exige in esses vocábulos è: la naturalitate. Tamen, esses vocábulos non latinos deben esser seleccionatos de preferéncia de las línguas neo-latinas. Per que? Per una altra qualitate que una lingua debe haber: la homogeneitate.

### Romano (1991)
Le Romano est le résultat de la codification de la Lingua Romana de Stefan George, un langage artistique roman que le poète allemand a utilisé dans une partie de son œuvre lyrique (voir ci-dessus). Cette codification est connue par Grammatica de la lingua Romana de Stefan George (1991), un manuscrit anonyme conservé au Sammlung für Plansprachen à Vienne. Le Romano est proposé pour être utilisé comme langue auxiliaire internationale régionale pour le monde latin.

#### Exemple de texte en Romano
Stefan George (1868-1933), poeta de dimensión Europea no se conformaba con su idioma materno, el alemán. Su aspiración poética visaba una universalitat de expresión humana qui ja de séc(u)los existaba como bene spiritual de multos pópulos: el Romano. Esta base lingüística era pro él medio poético e(d) un instrumento de arte. Por este facto George nos vocaba en nostra memoria la herencia latente, sepultata en una evolución de séculos. Potemos traherla a la luz del di – no a manera de romanistas scientíficos, pero ma(gi)s en la actitúdine de artistas del renascimento, pro los cuales objectos arqueológicos fueron inspiración viva pro novas op(e)ras de arte.
Pro eso el Romano de la Rosa Galba no es un novo Esperanto. En el Esperanto el mundo ha un perfecto idioma auxiliar de formato universal. La Rosa Galba es regional e medio de expresión de una cultura qui no pretenda esser melior que altras.
Varios intentos han stato factos pro reconstituir este idioma común, multas vices con intención misionária. Seamos magis modestos:
El Romano no pote „salvar el mundo“. Pero es el ligamen de una comunitate aperta, en la cual poten prender parte totos los qui lo volan.Si el Romano será veramente una lingua aplicata en la práctica decide el futuro. [...]
Come hemos dicto, el Romano es un idioma libre. Comencemos purtropo fixando alcunas regulas generales pro obtener una evolución equilibrata, qui condusca a una relativa unitate linguística, fomentata en el futuro tanbene de una specie de academia.

## Les langues panromanes auXXIesiècle

### Interlingua Romanica (2001)
Interlingua Romanica (ou simplement «Romanica») est une langue auxiliaire zonale romane proposée pour être utilisée comme langue auxiliaire internationale régionale pour le monde latin. Il s'agit d'une version réformée de la langue auxiliaire internationale construite Interlingua, qui a été développée en 2001 par l'interlinguiste canadien anglophone Richard Sorfleet et le professeur d'école basque hispanophone et bascophone Josu Lavin. Ils l'ont présenté sur Internet la même année, à l'occasion de la fête de la Latinité (le 15 mai, fête instituée par l'Union Latine).
Interlingua Romanica a été abandonnée par ses créateurs (le dernier, Lavin, en 2008), mais a encore une petite communauté d'utilisateurs et continue d'attirer l'intérêt de nouvelles personnes, souvent via Interlingua. Un groupe Facebook de 175 membres (octobre 2019) et plusieurs pages internet sont consacrés à Interlingua Romanica.
D'autres réformes d'Interlingua ont été proposées. Un premier projet est le Latin Moderne ou Latino Moderne par David Th. Stark (1996), qui inclut la conjugaison des verbes selon leur sujet, mais rejette l'accord dans le groupe nominal. Il n'a pas suscité de communauté, mais a attiré l'attention. Un autre projet est le Latin Moderne ou Latino Moderne par Alexandre Rousset (2001), qui ne modifie pas la grammaire simplifiée d'Interlingua mais son vocabulaire (orthographe phonétique, modernisation de mots, élimination des mots antiques sans postérité). Le latin moderne vise le grand public roman, qui le comprend presque entièrement sans étude préalable, notamment avec son premier livre édité "Manual de anglese pro refusantes". En tout cas, à la différence d'Interlingua Romanica, ces deux projets ne peuvent être considérés comme panromans, car privés de certains traits grammaticaux typiquement romans.

#### Exemple de texte en Interlingua Romanica
Interlingua et Interlingua Romanica son duos usages grammaticales differentes et complementarios de la mesma lingua. Los dictionarios, dunque, son identicos.
Version en Interlingua:
Interlingua e Interlingua Romanica es duo usages grammatical differente e complementari del mesme lingua. Le dictionarios, dunque, es identic.

### Roman Néolatin (2006)
Le Roman néolatin (ou simplement Néolatin), est une langue pan-romane proposée comme langue standard pour le roman dans son ensemble, pour faciliter la communication entre ou avec des locuteurs de langues romanes, en complétant (et non en substituant) les normes qui existent localement (portugais, espagnol, etc.). En plus de son rôle prévu dans le monde latin, le néolatin est proposé pour construire une politique linguistique alternative pour l'Europe en combinaison avec des interlangues pour d'autres familles linguistiques (comme l'interslave).
Cette langue standard a été lancée en 2006 par le spécialiste de langues romanes Jordi Cassany Bates, et est maintenant développée et promue par un projet collectif, international et interdisciplinaire appelé Vía Neolatina, qui rassemble des linguistes et d'autres professionnels de différents pays latins. Une grammaire et un dictionnaire de base ont été publiés en 2019 : Grammatica Essentiale Neolatina et Dictionario Essentiale Neolatino, qui reforment certains aspects d'un modèle préliminaire publié en 2012.
Depuis, une communauté d'étudiants et d'utilisateurs s'est développée sur Internet, avec des groupes sur Facebook (environ 150 membres, novembre 2021), Reddit (environ 260 membres) et Telegram/Discord (avec environ 100 membres et plus de 11.000 messages). Il existe également une page Facebook avec plus de 850 abonnés et plusieurs autres pages Internet consacrées au Néolatin, dont quatre blogs : Voces Neolatinas, par les étudiants de l'Escòla Neolatina, La Gabbia, par Diego Fierro, Mondo Neolatino, par Cassany Bates, et Lo espàzio, de Martín Rincón Botero. Les deux derniers auteurs ont également utilisé la langue à l'oral, notamment lors des présentations du projet par Cassany Bates à l'Université de Hambourg (2017), l'Université de Toulouse-Jean Jaurès (2020) et l'Université des Baléares (2020). Le Romance Neolatino a également été présenté à l'Université de Barcelone (2011), l'Université de Kiel (2017) et lors de la première Conférence sur la Langue Interslave (2017, à Staré Město, Tchéquie).

#### Principes de conception
Les linguistes de Vía Neolatina ont l'intention de concevoir ou de codifier une norme panromane de manière scientifique et, pour ce faire, accordent une attention particulière à ses principes de conception (y compris les valeurs, les objectifs, la méthodologie, etc.). Les principes de conception développés par Vía Neolatina sont basés sur les contributions théoriques de la linguistique appliquée ; des codifications pour des langues romanes particulières (romanche des Grisons, occitan, catalan, galicien, etc.) que des experts ont conçues ; d'autres interlangues, à la fois romanes et d'autres familles (comme l'interslave); et l'expérience de ses membres avec le néolatin.
La méthodologie développée prend en compte divers critères de sélection des formes. Chacun des critères est une qualité positive des langues standard en général : les formes doivent idéalement être intelligibles, utilisées par le plus grand nombre, englobantes, régulières, traditionnelles, concises, etc. Elles totalisent plus de 20 critères linguistiques et extralinguistiques, tous traités sur un pied d'égalité dans la présente version de la méthodologie. Lorsqu'aucune forme n'est clairement positive à plus d'un titre que d'autres, la méthodologie fournit des ressources aux codificateurs : compositionnalité (inclusion d'éléments de variétés différentes), polymorphisme (inclusion d'options parmi lesquelles l'utilisateur peut choisir), centralité (priorisation des formes à partir de variétés géographiquement centrales), l'innovation (création de néologismes et de nouvelles analogies, mais en évitant strictement l'artificialité), etc. Tout cela est fait dans l'intention de développer un modèle de langue plus facilement acceptable par les utilisateurs potentiels, et plus efficace dans la communication.

#### Exemple de texte en Néolatin
Por facilitare et altrosí dignificare la communicatione inter- et panlatina actuale, lo projècto Vía Neolatina ha recuperato et actualizzato lo latino, orígine de las lenguas neolatinas aut romànicas et traditionale stàndarde commune. Lo modèllo de lengua que presènta cui èst una síntese de la variatione romànica que pròva de essere representativa de lo ensèmole; una varietate nòva et commune mais en lo mesmo tèmpo naturale et plurale que permette ad lo usuario communicare-se en toto lo Mondo Latino adaptando-la ad los soos interèsses et necessitates. Èst útile tanto ad latinos quanto ad non latinos que necessitan una pòrta de ingrèsso centrale ad lo romance, uno pònte vèrso divèrsos romances particulares.